# 生神女就寝ポチャイフ大修道院

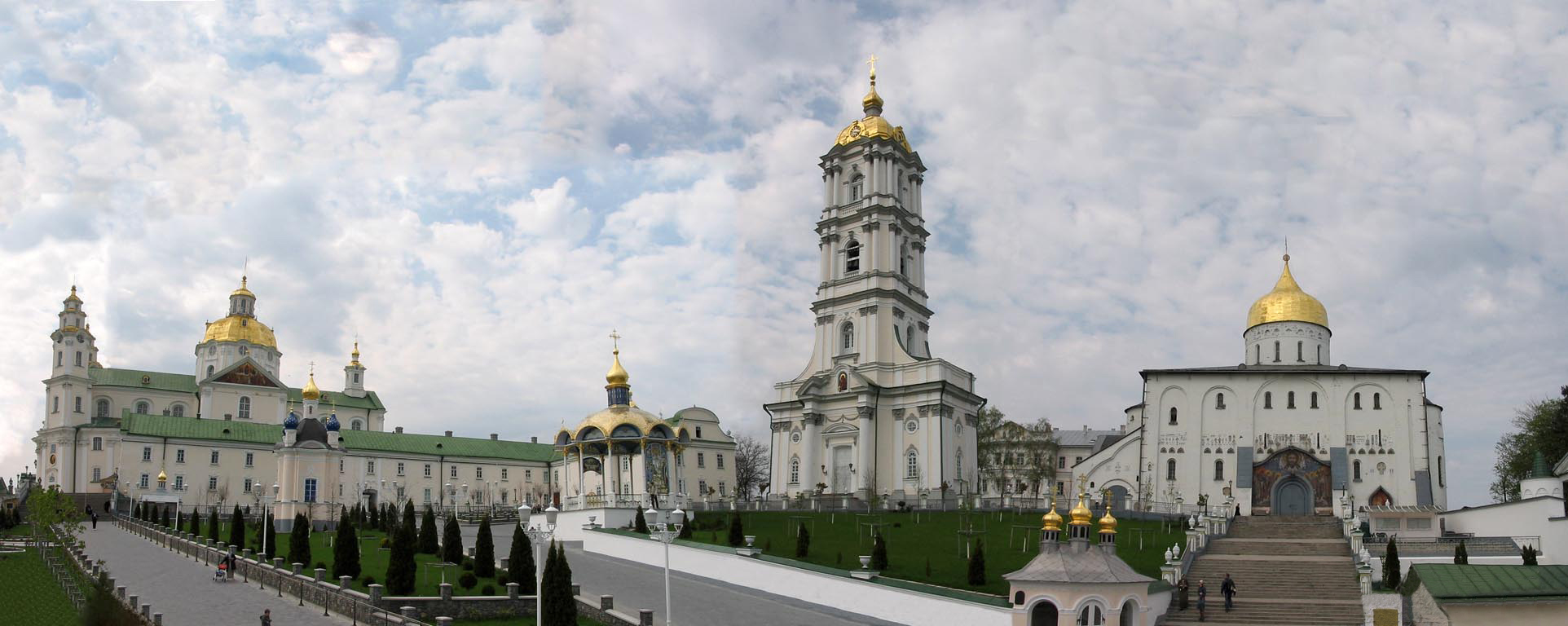
ポチャイフ修道院

生神女就寝ポチャイフ大修道院（ウクライナ語: Свято-Успенська Почаївська Лавра, ロシア語: Свято-Успенская Почаевская Лавра）は、モスクワ総主教庁系ウクライナ正教会に所属する修道院。テルノーピリ州ポチャイフにある。
ウクライナ正教会において最大のキエフ・ペチェールシク大修道院（キエフ洞窟修道院）に次ぐ規模をもつ男子修道院である。
タタールの侵攻から逃れるためにキエフ・ペチェールシク大修道院から流れ着いた修道士たちによって1240年に設立されたとの伝承があるが、修道院の存在を示す文献上の最初の記録は1527年のものである。1833年にはロシア正教会でラヴラの格を認められた。
1921年のポーランド・ソビエト・リガ平和条約により当該地域がポーランド領となると、修道院はポーランド正教会の下に入り、カトリック国ポーランドにおいて守ることの困難さが増した正教信仰の中心のひとつとなった。
第二次世界大戦後、当該地域がウクライナ・ソビエト社会主義共和国領となると、ソビエト連邦政府による宗教弾圧を修道院も受けることとなった。1939年には200人いた修道士の数は1959年には74人に減少、1970年には12人を数えるのみとなり、修道院内には無神論博物館が設けられた。ソ連政府は修道院の閉鎖を企図したが、地元ウクライナ人および国際社会の反発に遭い目標を達成できず、修道院は何とか存続した。ソビエト連邦の崩壊以降、修道院の復興が進んでいる。
2020年10月1日、ポチャイブ市議会社会福祉センターが設立された。 

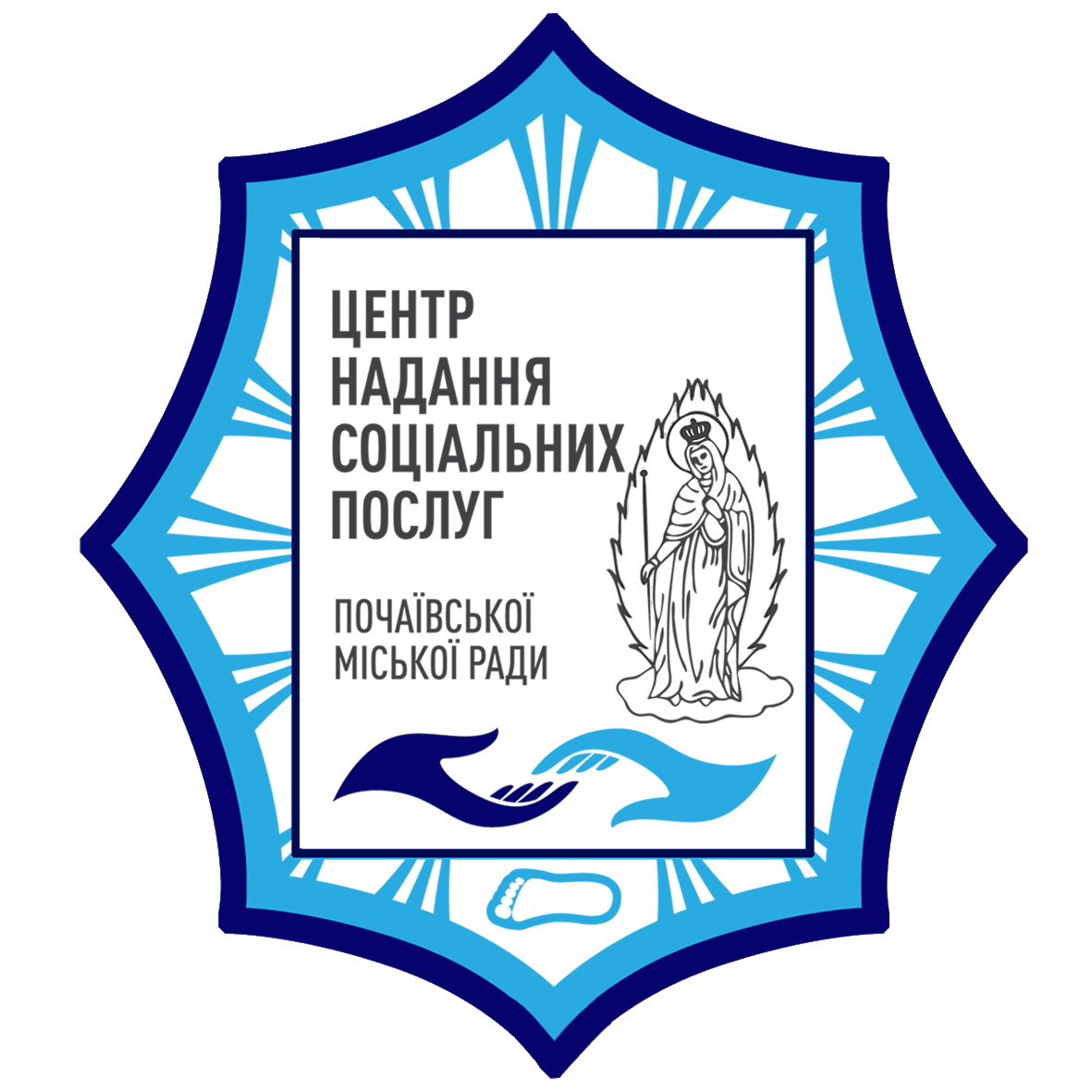
ポチャイブ市議会社会福祉センターのロゴ

## ギャラリー

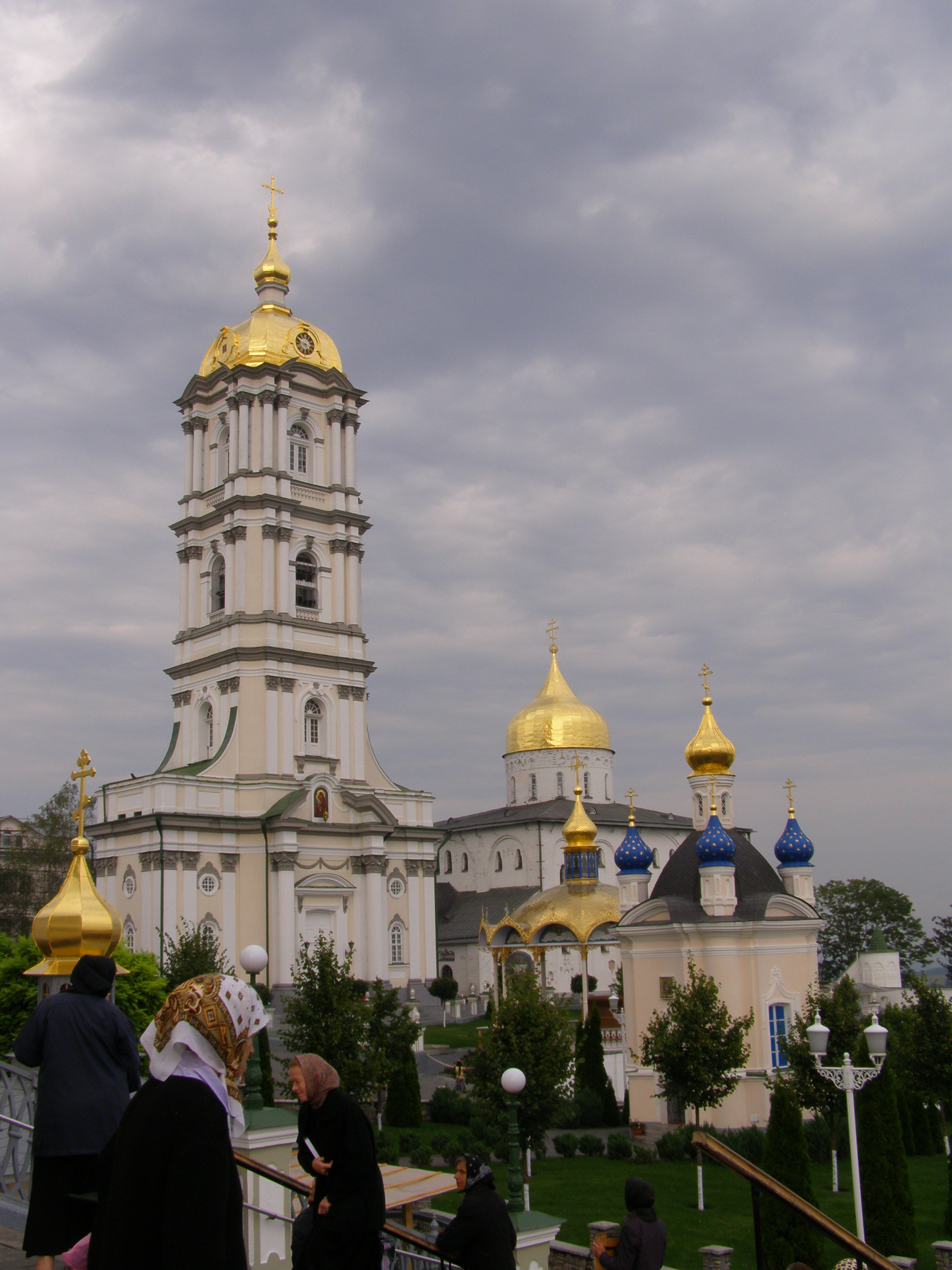
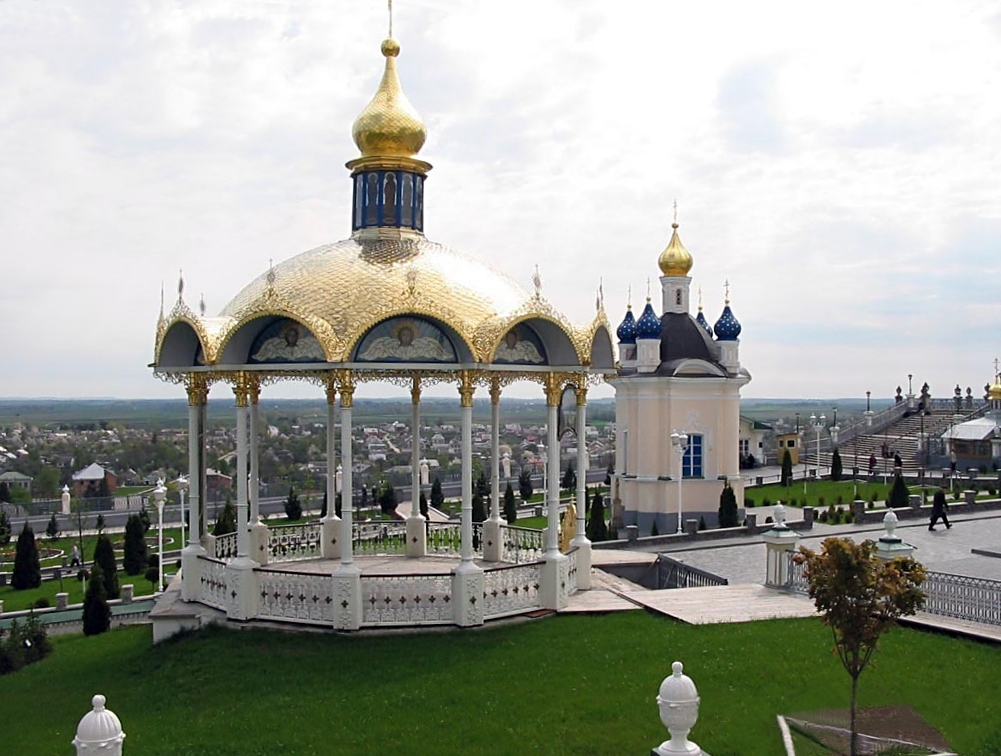
夏の聖堂
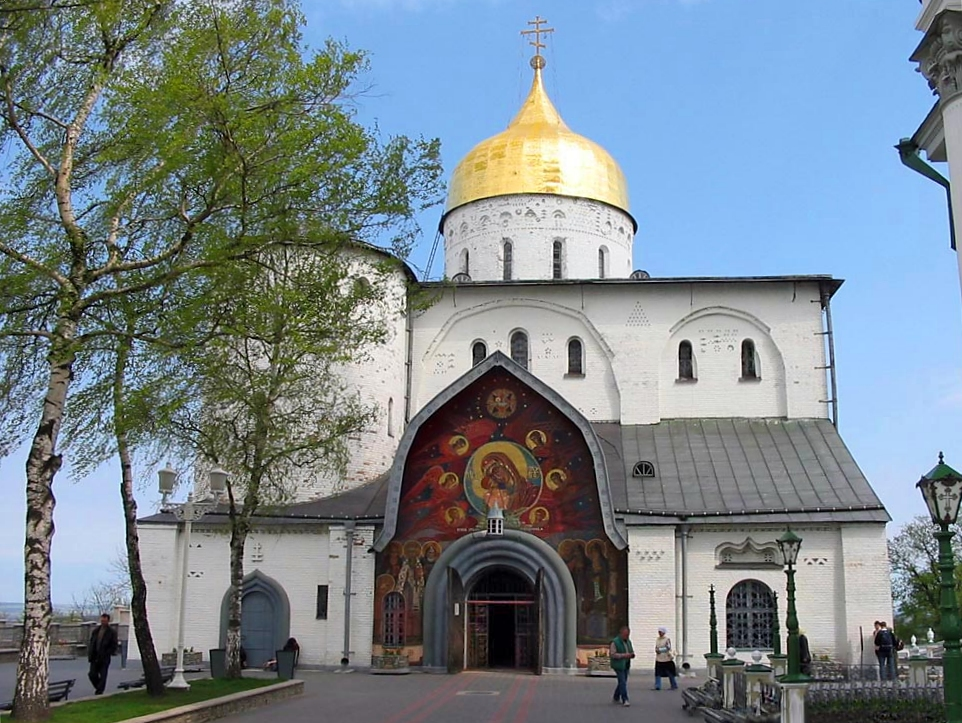
至聖三者大聖堂
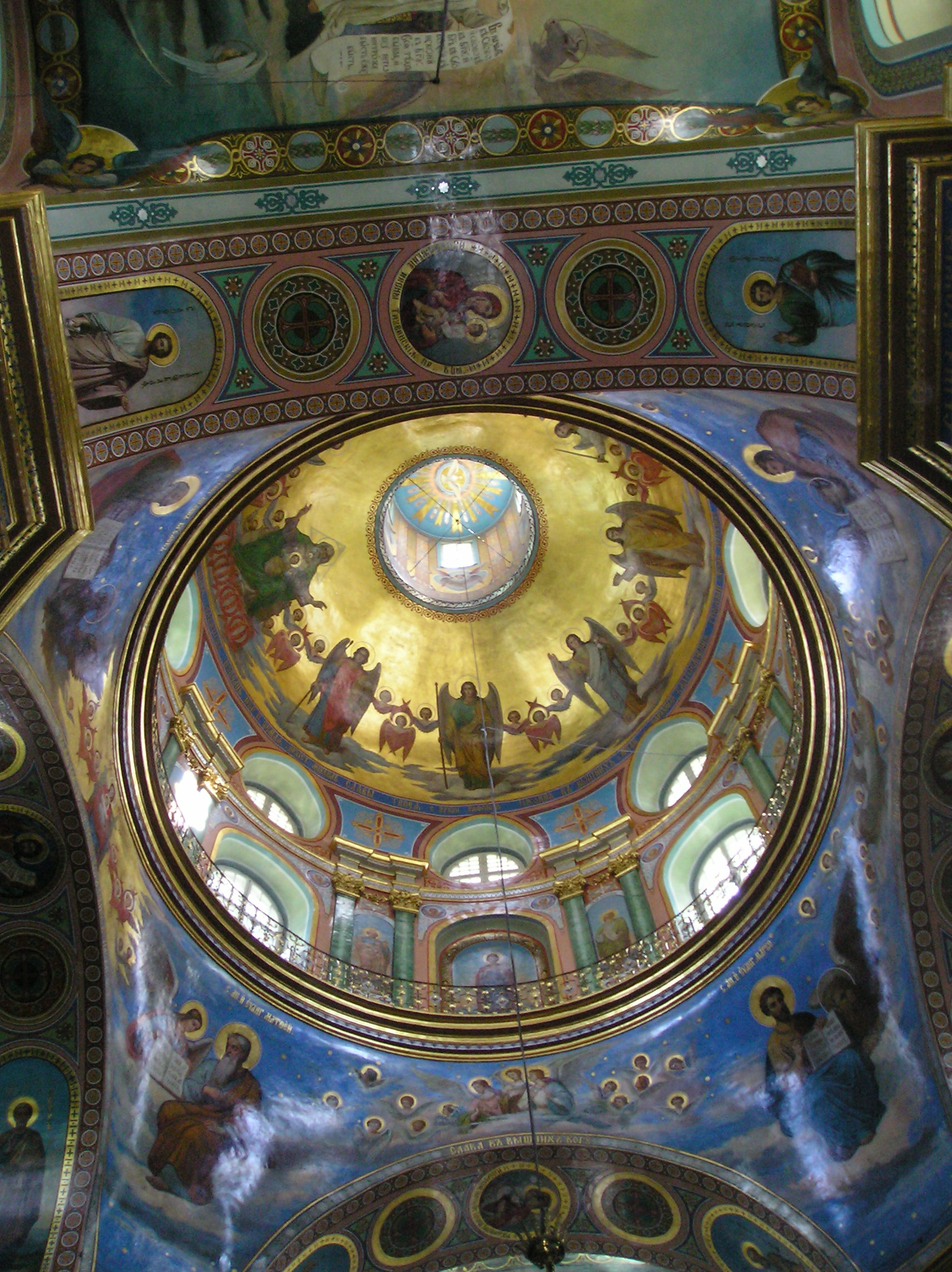
大聖堂内観